# Медвежий (приток Терсы)
Медвежий — река в России, протекает по Саратовской и Волгоградской областям. Устье реки находится в 129 км по левому берегу реки Терса. Длина реки составляет 14 км. Площадь водосборного бассейна — 42,3 км².

## Данные водного реестра
По данным государственного водного реестра России относится к Донскому бассейновому округу, водохозяйственный участок реки — Терса, речной подбассейн реки — Бассейн прит-в Дона м/д впад. прит-в Хопра и С.Донца. Речной бассейн реки — Дон (российская часть бассейна).
Код объекта в государственном водном реестре — 05010300212107000008725.